# Microhyla petrigena
Microhyla petrigena är en groddjursart som beskrevs av Robert F. Inger och Karl J. Frogner 1979. Microhyla petrigena ingår i släktet Microhyla och familjen Microhylidae. IUCN kategoriserar arten globalt som nära hotad. Inga underarter finns listade i Catalogue of Life.